# لوکاس منوسی
لوکاس منوسی (انگلیسی: Lucas Menossi؛ زادهٔ ۲۰ ژوئیهٔ ۱۹۹۲) بازیکن فوتبال اهل آرژانتین است.
از باشگاه‌هایی که در آن بازی کرده‌است می‌توان به باشگاه فوتبال اتلتیکو تیگره اشاره کرد.